# Monsieur Papa
Monsieur Papa è un film del 1977 diretto da Philippe Monnier.
Il film si basa sul romanzo omonimo scritto da Patrick Cauvin.